# 140 A PLM 1 à 170

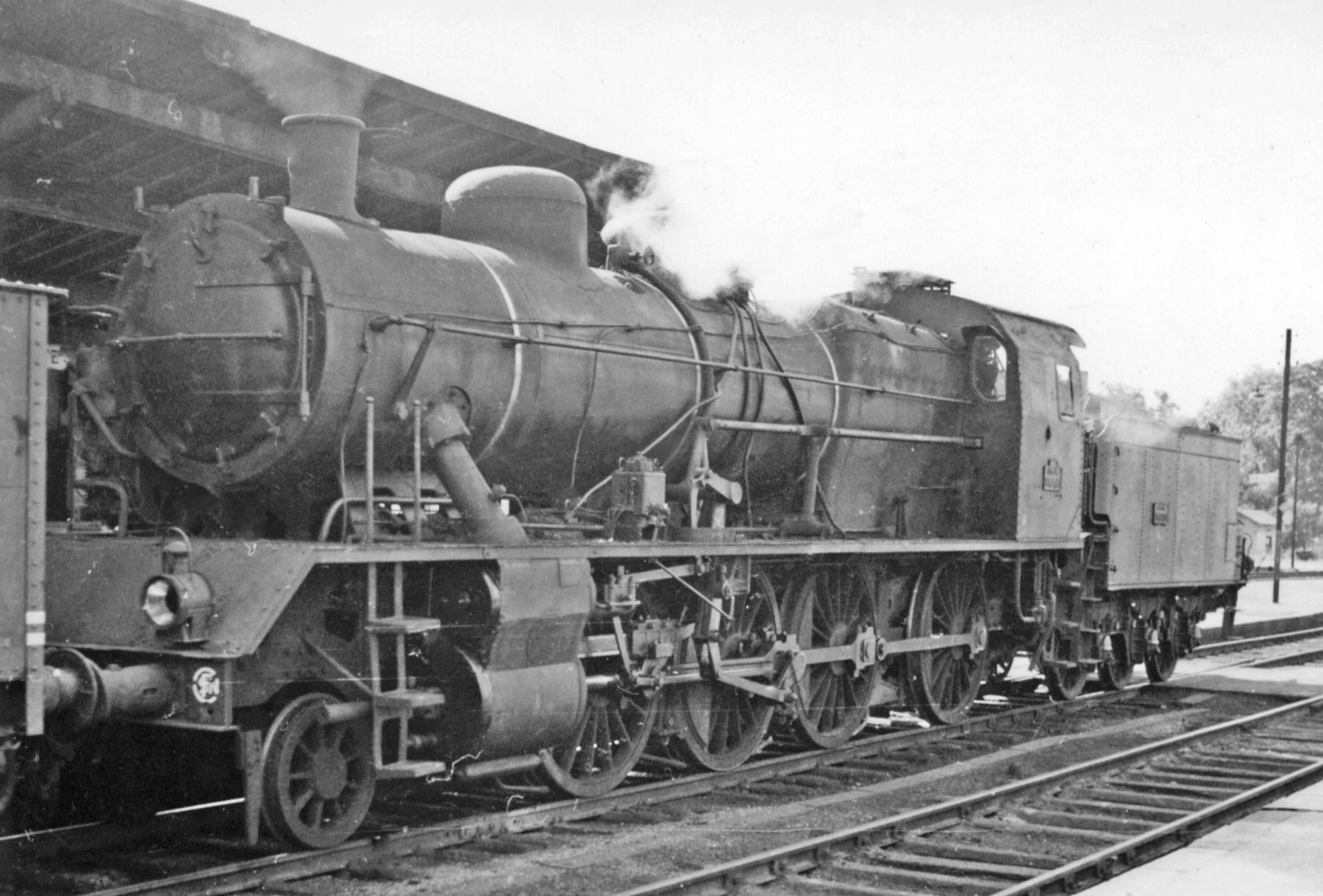
Une 140 J à Besançon en 1958.

Les 140 A PLM 1 à 170 sont des locomotives à vapeur de type Consolidation construites de 1923 à 1925 pour la Compagnie du chemin de fer Paris-Lyon-Méditerranée. Ces machines seront utilisées surtout sur les lignes de montagne de la Compagnie.
L'ensemble de la série sera ré-immatriculée 5-140 J 1 à 170 lors de la création de la SNCF, le 1er janvier 1938.

## Genèse
Leur construction est née d'une étude de la division des études des locomotives (DEL) dépendant de l'OCEM, auquel participaient les ingénieurs du PLM.
Elles furent construites en deux lots :
- un premier lot de 120 machine fut livré par la société Schneider sise au Creusot de 1923 à 1924, immatriculées sous les numéros 140 A 101 à 120
- un second lot de 50 machines est livré par la Compagnie des forges et aciéries de la marine et d'Homécourt sise à Saint-Chamond en 1925, immatriculées sous les numéros 140 A 121 à 170

## Description
Ces locomotives, de disposition d'essieux 140, disposaient d'un moteur à simple expansion à deux cylindres et surchauffe. 
La distribution était du type « Walschaerts ». Le foyer était de type « Belpaire ». L'échappement était à trèfle du type « PLM ». Elles disposaient d'un surchauffeur de type « Schmidt » à 21 tubes.

## Utilisation et services
Ces machines sont utilisées sur toutes les lignes du PLM, assurant  un service mixte. Elles finiront leur carrière en 1964 sur les lignes du Nivernais de la région de Clamecy.

## Tenders
Les tenders qui équipaient cette série étaient à trois essieux de 16 et 20 m3. Ils appartenaient aux série 16.1 à 16.1108 et 20.1001 à 20.1015.
Quelques machines reçurent des tenders à bogies de 28 m3.

## Caractéristiques
- Pression de la chaudière : 14 bar (1,4 MPa)
- Surface de grille : 2,80 m2
- Surface de chauffe : 139,46 m2
- Surface de surchauffe : 44,49 m2
- Diamètre et course des cylindres : 580 & 650 mm
- Diamètre des roues du bissel avant : 720 mm
- Diamètre des roues motrices : 1 650 mm
- Poids à vide : 66 t
- Poids en service : 72 t
- Masse adhérente : 60,9 t
- Masse du tender en ordre de marche :  t
- Longueur hors tout : 13,405 m
- Vitesse maxi en service : 85 km/h